# 川南经纬学堂
川南经纬学堂（英語：Southern Szechwan Jing-wei School），位于四川泸州。前身川南书院，清同治七年（1868年）由正蓝旗人覺羅恆保创建，後于光绪二十七年（1901年）改建为新式学堂并更名为川南经纬学堂，成为全四川第一所“新学”，後改为泸州师范学院，也是全国创办最早的师范学校。

## 川南书院
清同治七年（1868年），四川永宁道满洲正蓝旗人觉罗恒保废当地的文昌宫创建川南学院。道光二十七年（1847年）进士華國淸，及光绪二年（1876年）进士羅經學先后掌教。
清代榮昌一敖氏文人曾為川南書院題聯：
居今仙人百玉堂，小子勉之，好與文昌儲將相
名魁多士黃金榜，吾道南矣，莫將温饱負平生

## 川南经纬学堂
光緒二十年（1898年），戊戌變法開始。居於川南的仁人志士們也想開辦新學。光绪二十七年（1901年），當時轄管著瀘州的永寧道道台黄立鳌呈請四川总督锡良将書院改办爲新式學堂。在募資而來的六千兩銀子的幫助下，同年秋，書院成功更名為川南經緯學堂，成爲了全四川第一所新式學堂。
學堂首任學監趙熙曾說：“为学要为上下古今之学，不能只求耳目尺寸，这叫做纵；当为大通世界之学，不能拘守方隅，这就叫横。纵是经，横是纬。”由此而得“川南经纬学堂”之名。舊日校门上還镌刻著一副楹联：
合德智体而为士
通天地人之谓儒
学堂曾组织“输新社”，在川南地区宣传民主革命。部分学生后来加入“同盟会”参加辛亥革命，如吴玉章、黄复生、向楚、陶士等。

## 川南师范学堂与川南联合县立师范学校
光绪二十八年（1902年），學堂被光緒帝钦定为川南师范学堂，校址迁至泸州水井沟文昌宫內。它是全国创办最早的师范学校。
光绪三十四年（1908年），廢永寧道，設下川南道。川南師範學院成為下川南道所辖泸州、资州、叙州府、永宁州四属二十五县所共有，学生考送和经费筹办均来自各县，是當時川南地區唯一的师范学校。
民國二年（1913年），遵教育部新规，学堂改名为川南联合县立师范学校，此后有段时间，「联立」曾也改为「共立」。

## 泸州师范学校
民國三年（1914年），下川南道複置永寧道。1930年左右，川南聯合縣立師範學校迁往位於今泸州市大营路29号的原瀘州盐道公署。驻留旧校址的学堂则改为小学校。
1949後，学校遷往位於今江阳区前进路与平远路交界处的永丰桥，改名泸州师范学校。至今，那里还坐落着泸州外国语学校，前身即是泸州师范学校。

## 如今分支
泸州师范学院至02年已不再单独存在，至此，川南经纬学堂已有以下多个分支：
- 泸州职业技术学院：2002年，泸州师范学校与泸州教育学院、四川省水利机电学校合并为泸州职业技术学院。
- 泸州师范附属小学：川南师范学堂创办之初，便开始招收小学童，取名为川南师范学堂幼稚班。1902年迁入水井沟文昌宫內（现梓桐路小学）。1950年改名川南师范附属小学，1952年更名为川南师范附小，1961年附小迁至凤凰村11号，更名为泸州师范附属小学小并沿用至今。1960年後建校于泸州市江阳区凤凰村巷11号院，办学至今。
- 泸州梓潼路小学、泸州梓潼路学校：1930年，川南师范学堂迁址後，驻守旧校址的学堂改为梓潼路小学。2000年後设初中部，小学更名为学校，但仍可称小学部为梓潼路小学。如今，梓潼路小学依然保留着当时川南师范学堂的校门，作为後校门使用。